# Great Haywood

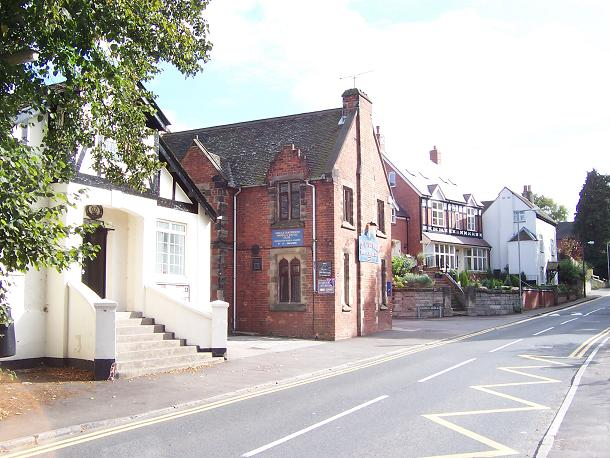
El centro de Great Haywood.

Great Haywood es una localidad del centro del condado de Staffordshire, en Inglaterra (Reino Unido), situada junto a la carretera A51, a unos seis kilómetros de Rugeley. 

## Ubicación

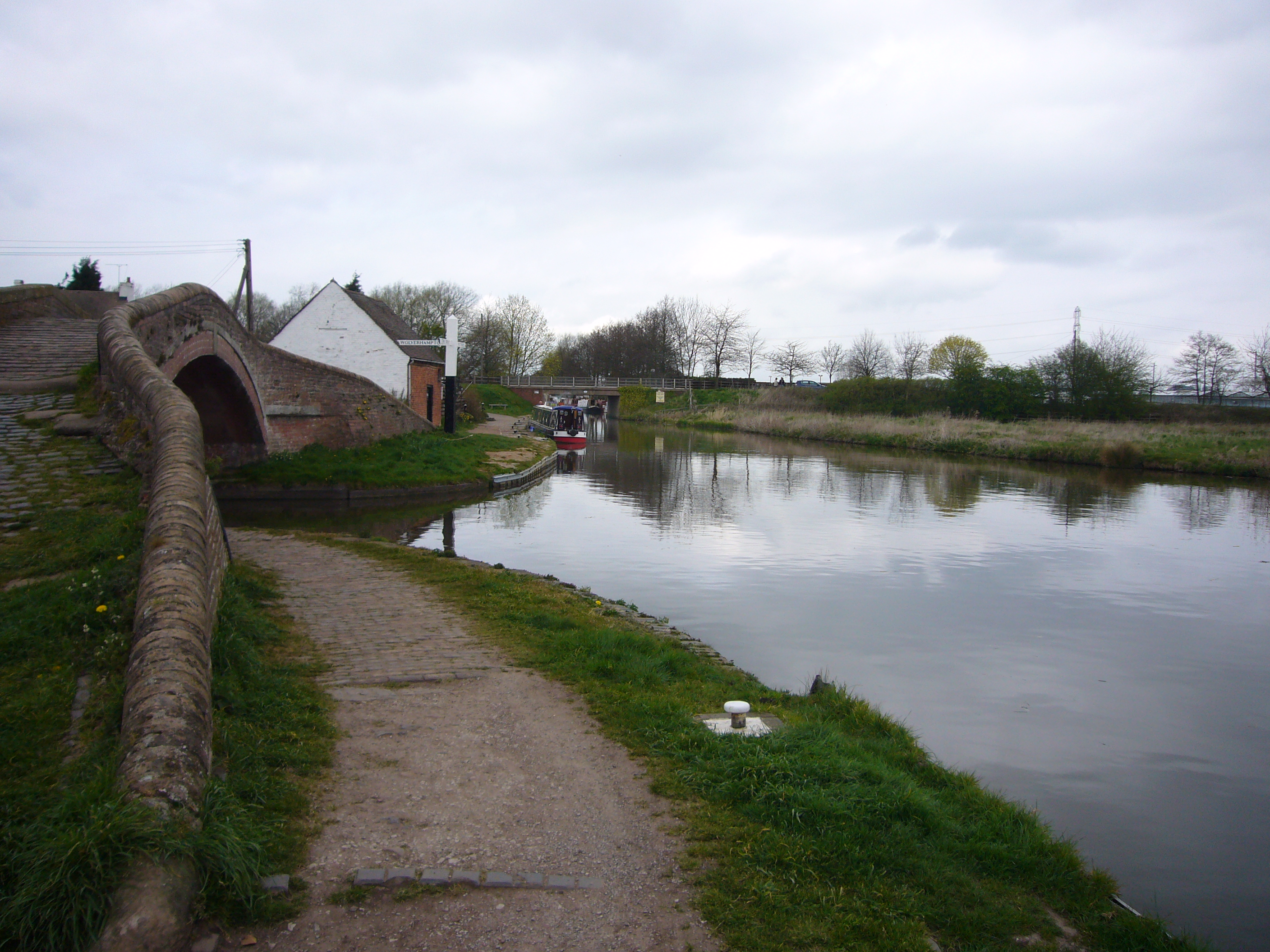
El cruce de canales de Haywood Junction.

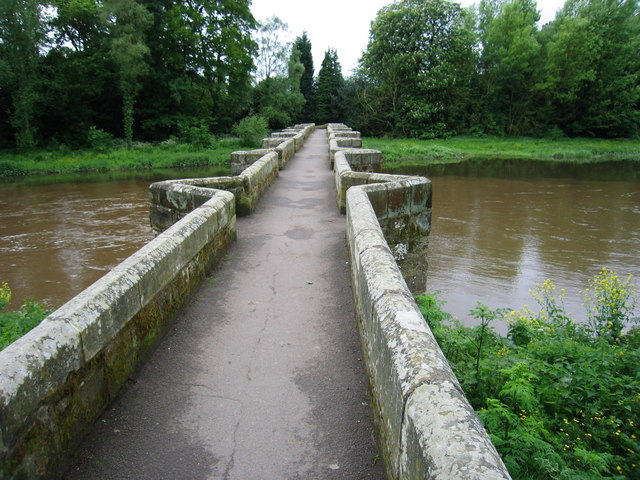
El puente de Essex, sobre el río Trent.

Great Haywood se encuentra en la orilla del río Trent, en el punto en el que este recibe a su afluente, el río Sow. Es conocido por ser uno de los cruces más importantes de la red interior de canales de Inglaterra, llamado Haywood Junction, donde el canal de Staffordshire y Worcestershire se encuentra con el canal del Trent y el Mersey. Las guías turísticas destacan los paisajes atractivos que rodean la localidad debido a las aguas encauzadas. Además, se encuentra el puente de Essex, uno de los mayores puentes de caballería que se mantienen en pie en Inglaterra, sobre el río Trent, cerca de Shugborough Hall. Great Haywood también está rodeado por Cannock Chase, un área catalogada como «área de asombrosa belleza natural» desde 1958. 
La localidad contaba con una estación de ferrocarril abierta el 6 de junio de 1887 por el North Staffordshire Railway.

## Edificaciones de interés

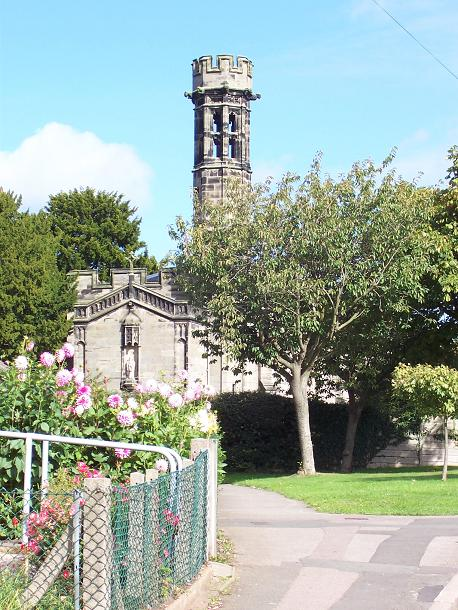
La iglesia católica de San Juan Bautista.

Great Haywood cuenta con dos iglesias, cada una de las cuales tiene una escuela vinculada. Ambas escuelas han sido calificadas como «buena» en las recientes inspecciones de la Office for Standards in Education, Children's Services and Skills. La iglesia de San Esteban fue diseñada por Thomas Trubshaw, y se convirtió en parroquia en 1858. Por otro lado, la iglesia católica de San Juan Bautista fue construida originalmente en Tixall, a unos cinco kilómetros de su ubicación actual, como capilla privada de Tixall Hall, propiedad de la familia Aston. Cuando la finca fue vendida a Earl Talbot, la iglesia se desmontó y reedificó en Great Haywood. Las marcas realizadas en los sillares para facilitar la recomposición del edificio todavía son visibles en el interior. 
Existieron molino y cervecería en la localidad, pero ambos establecimientos fueron cerrados y demolidos, siendo recordados únicamente por los nombres de las calles donde estuvieron: Mill Lane (‘calle del molino’) y Brewery Lane (‘calle de la cervecería’). Tras un accidente de tráfico fatal ocurrido en 1905, el estanque del molino fue drenado y el trazado de la carretera rectificado.

## Residentes célebres
La recién casada Edith Tolkien, esposa del famoso escritor J. R. R. Tolkien, vivió en esta localidad desde marzo de 1916 hasta febrero de 1917. El propio autor vivió con ella en una cabaña (Cottage 1, Gipsy Green, en Teddesley Park) cercana a la población durante el invierno de 1916, mientras se recuperaba de la fiebre de las trincheras contraída en los campos del Somme. En esa cabaña, Tolkien empezó a trabajar en lo que muchos años después se convertiría en El Silmarillion. 
En agosto de 2002 se publicaron en la prensa nacional anuncios de una «plaza de ermitaño» (en realidad una performance artística) para vivir en los acantilados de Great Haywood, sobre la cercana finca de Shugborough Hall, hogar ancestral del conde de Lichfield y que sirve actualmente como sede del equipo de gestión del patrimonio artístico del condado de Staffordshire. Se presentaron ciento cincuenta candidatos, para un «trabajo» de un fin de semana y con una remuneración de £600, y se eligió a Ansuman Biswas como ermitaño.